# Cicurina eburnata
Cicurina eburnata är en spindelart som beskrevs av Wang 1994. Cicurina eburnata ingår i släktet Cicurina och familjen kardarspindlar. Inga underarter finns listade i Catalogue of Life.